# Андреј Аћин
Андреј Аћин (Београд, 1972) српски је редитељ, сценариста и композитор.

## Биографија
Уметничку каријеру започео је као фронтмен рок бенда БААЛ, 1990. године. Након распада бенда 1995. године, посветио се компоновању филмске музике, а исте године је награђен признањем: Златна мимоза за најбољу оригиналну филмску музику на Филмском фестивалу у Херцег Новом, за сегмент „Херц минута“ у омнибусу Пакет аранжман. Аћин важи за најмлађег домаћег уметника који је освојио награде за најбољу филмску музику чак три пута: поред Златне мимозе, награђен је и Златном ареном Филмског фестивала у Новом Саду за филм Купи ми Елиота (режирао Дејан Зечевић), док је 2002. године проглашен композитором године за свој рад на филму Апсолутних сто (режија Срдан Голубовић). Дипломирао је режију на Академији уметности у Београду (2002), а његов дипломски филм „Маргина” је 2003. године добио „Златну специјалну награду” жирија на 36. Филмском фестивалу у Хјустону (САД). Од 1995. године режирао је бројне краткометражне филмове, позоришне представе и телевизијске серије, а освојио је девет домаћих и међународних признања за режију.
Живи у Торонту.

## Дискографија

### БААЛ
- Између божанства и ништавила (1992)

### Филмска музика
- Апсолутних сто
- Т.Т. Синдром
- Мала ноћна музика
- Пакет аранжман